# SV Zulte Waregem
Ne pas confondre avec le KSV Waregem, un club disparu qui occupait le Stade Arc-en-ciel avant Zulte Wargem, ni avec le KRC Waregem, un autre club de football de la région toujours actif.
Maillots
Actualités
Dernière mise à jour : 5 mars 2025.
Le Sportvereniging Zulte Waregem est un club de football belge, fondé en 1935 et basé à Waregem. Le SV Zulte Waregem est issu d'un rapprochement en 2001 entre les dirigeants de l'ancien K. SV Waregem, radié de la fédération, et le club de Zultse VV. Le club, qui a conservé le numéro de matricule 5381 de Zultse VV, a déménagé vers le stade qui fut celui du K. SV Waregem, le Stade Arc-en-ciel. À noter qu'il n'y a pas eu de fusion officielle entre les deux équipes. 
Le club, présidé par Willy Naessens, évolue en Challenger Pro League. C'est sa 33e saison dans une division nationale, et la 18e au plus haut niveau. Il est coaché jusqu'en décembre 2021 par Francky Dury, revenu au club en décembre 2011, après en avoir déjà été l'entraîneur de 2001 à 2010.

## Historique

### En bref
- 1912 : 02/01/1912, CLUB ZULTE SPORTIF s'affilie à l'URBSFA comme membre débutant et devient membre effectif le 17 juillet 1912. Ce cercle disparaît/cesse ses activités durant la Première Guerre mondiale. Bien qu'en Flandre orientale, le village de Zulte est proche de Courtrai et donc peu éloigné de la ligne de front.
- 1935 : Création de VOETBALCLUB ZULTE SPORTIF, qui s'affilie à l'URBSFA le 25 septembre 1935 et reçoit le matricule 2320.
- 1939 : 12/09/1939, VOETBALCLUB ZULTE SPORTIF démissionne de l'URBSFA. Le matricule 2320 est radié.
- 1943 : Fondation de VOETBALCLUB SPORTKRING ZULTE qui s'affilie à l'URBSFA le 24 avril 1947 et reçoit le matricule 4683.
- 1950 : 15/06/1950, (re-)fondation de VOETBALCLUB ZULTE SPORTIEF (voir 2320 ci-dessus) qui s'affilie à l'URBSFA le 24 août 1950 et reçoit le matricule 5381.
- 1957 : 06/11/1957, VOETBALCLUB SPORTKRING ZULTE (4683) change sa dénomination et devient SPORTKRING ZULTE (4683).

- 1977 : 01/07/1977, SPORTKRING ZULTE (4683) et VOETBALCLUB ZULTE SPORTIEF (5381) fusionnent pour former ZULTSE VOETBALVERENIGING (5381). Le matricule 4683 est radié.
- 2001 : 01/07/2001, à la suite de la radiation de la KONINKLIJKE SPORTVERENING WAREGEM (4451) en date du 15 mai 2001, ZULTSE VOETBALVERENIGING (5381) déménage au Regenboogstadion de Waregem et prend le nom de SPORTVERENIGING ZULTE-WAREGEM (5381).

### Deux clubs à Zulte, et deux fédérations rivales
Le Voetbalclub Zulte Sportif est fondé en 1935 dans la commune de Zulte. Il s'affilie à l'Union belge le 25 septembre de la même année, et reçoit alors le matricule 2320. Le club joue au plus bas niveau régional, puis démissionne de la fédération après quatre ans pour rejoindre la Koninklijk Katholiek Vlaamsch Sportverbond le 12 septembre 1939.
Un nouveau club est fondé à Zulte en 1943, le Voetbalclub Sportkring Zulte, qui rejoint également la Koninklijk Katholiek Vlaamsch Sportverbond. Le 26 avril 1947, ce club quitte sa fédération et s'affilie à l'Union Belge, qui lui octroie le matricule 4683. Le 24 août 1950, le Voetbalclub Zulte Sportif se réaffilie à l'Union Belge, et reçoit un nouveau matricule, le 5381. Le 6 novembre 1957, le Voetbalclub Sportkring Zulte change son nom en Sportkring Zulte, pour éviter les confusions avec l'autre club du village. A noter que Foot100, l'ASBL qui fait référence concernant le football belge mentionne la réaffiliation du matricule 2320 en tant que telle mais précise aussi une nouvelle date fondation le 15 juin 1950. De plus l'orthographe a changer Sportif est devenu Sportief.

### Fusion et accession à la Promotion
Les deux équipes évoluent dans les séries provinciales durant vingt-cinq ans. Finalement, le 1er juillet 1976, une fusion a lieu entre les deux clubs de Zulte, qui donne naissance au Zultse Voetbalvereniging. Le club fusionné conserve le matricule 5381 de Zulte Sportif. Le Zultse VV grimpe petit à petit les échelons provinciaux, et finit vice champion derrière Renaix en 1991. Grâce à cette place, le club monte pour la première fois de son histoire en Promotion, le quatrième niveau national.
Pour sa première saison en nationales, Zulte termine à la sixième place, et progresse d'un rang la saison suivante. En 1994, le club finit troisième, ce qui le qualifie pour la première édition du tour final pour la montée en Division 3. Il est néanmoins éliminé dès le premier tour par le Racing Jet Wavre, 6-3. Ce n'est que partie remise pour le club, qui remporte le titre la saison suivante, et est ainsi promu directement en troisième division.

### Premier passage difficile en Division 3
Arrivé en Division 3 en 1995, le club de Zulte termine sa première saison à la quatorzième place, synonyme de barrages pour le maintien. Il élimine d'abord Oostnieuwkerke, ensuite le Stade Louvain, et conserve ainsi sa place en troisième division. La saison suivante, le club termine de nouveau à la quatorzième place, et doit donc une nouvelle fois jouer les barrages. Battu au premier tour par Ingelmunster, le club est relégué en Promotion après deux saisons en Division 3.
À la suite de sa relégation, le club réalise sa plus mauvaise saison en division nationale avec une dixième place finale à la clé. Mais l'année suivante, Zulte remporte un nouveau titre de champion de Promotion, et retrouve la Division 3 deux ans après l'avoir quittée.

### Retour en Division 3, déménagement, et ascension vers l'élite
Pour son retour en troisième division, le club flandrien est bien décidé à ne plus faire l'ascenseur, et ambitionne de jouer le haut du tableau. Il termine quatrième en 2000, ratant de peu une participation au tour final pour la montée en Division 2. L'année suivante, Zulte est vice-champion de sa série, et participe à ce tour final. Il élimine au premier tour les Francs Borains, mais est ensuite battu par Visé. Dans le match de repêchage, il subit une nouvelle défaite des œuvres de Deinze, et n'est donc pas promu.
En fin de saison, d'anciens dirigeants du KSV Waregem, radié de la Fédération le 19 mai 2001, se rapprochent du Zultse VV. Le club déménage alors au Stade Arc-en-ciel, l'ancien stade de Waregem, et change son nom en SV Zulte-Waregem. Pour sa première saison dans son nouveau stade, le club remporte le titre de Division 3 2001-2002, et rejoint ainsi pour la première fois la Division 2. L'entraîneur de Zulte, Francky Dury, est confirmé au poste d'entraîneur principal.
En deuxième division, Zulte-Waregem continue sur sa lancée, et termine à une brillante quatrième place, ce qui lui permet de se qualifier pour le tour final pour la montée en première division. Il termine deuxième de ce mini-championnat, derrière Heusden-Zolder. L'année suivante, il finit cinquième, mais ne participe pas au tour final, sa place étant prise par le Verbroedering Geel, vainqueur d'une tranche du championnat. Finalement, au terme de la saison 2004-2005, le club remporte le titre avec une avance de treize points sur son dauphin, Roulers, et monte ainsi en première division. Le club adapte légèrement son appellation officielle, en retirant le trait d'union entre Zulte et Waregem.

### Débuts flamboyants en première division, victoire en Coupe de Belgique
Lors de sa première saison parmi l'élite, Zulte Waregem surprend tous les observateurs, et se mêle longtemps à la lutte pour les places européennes. Avec une équipe composée d'une grande majorité de joueurs belges, le club termine finalement septième, après avoir longtemps occupé une place dans le top 5. Parallèlement, il réalise une campagne exceptionnelle en Coupe de Belgique, éliminant tour à tour le FC Bruges, Geel (tombeur d'Anderlecht au tour précédent), Westerlo, et le Standard de Liège, pour atteindre la finale de la compétition face à l'Excelsior Mouscron. Les Flandriens ouvrent la marque après dix minutes de jeu, ensuite les Mouscronnois égalisent à l'heure de jeu. Alors que l'on se dirige vers les prolongations, Tim Matthys signe le but de la victoire dans les arrêts de jeu, et offre à ses couleurs le premier trophée de l'histoire du club.

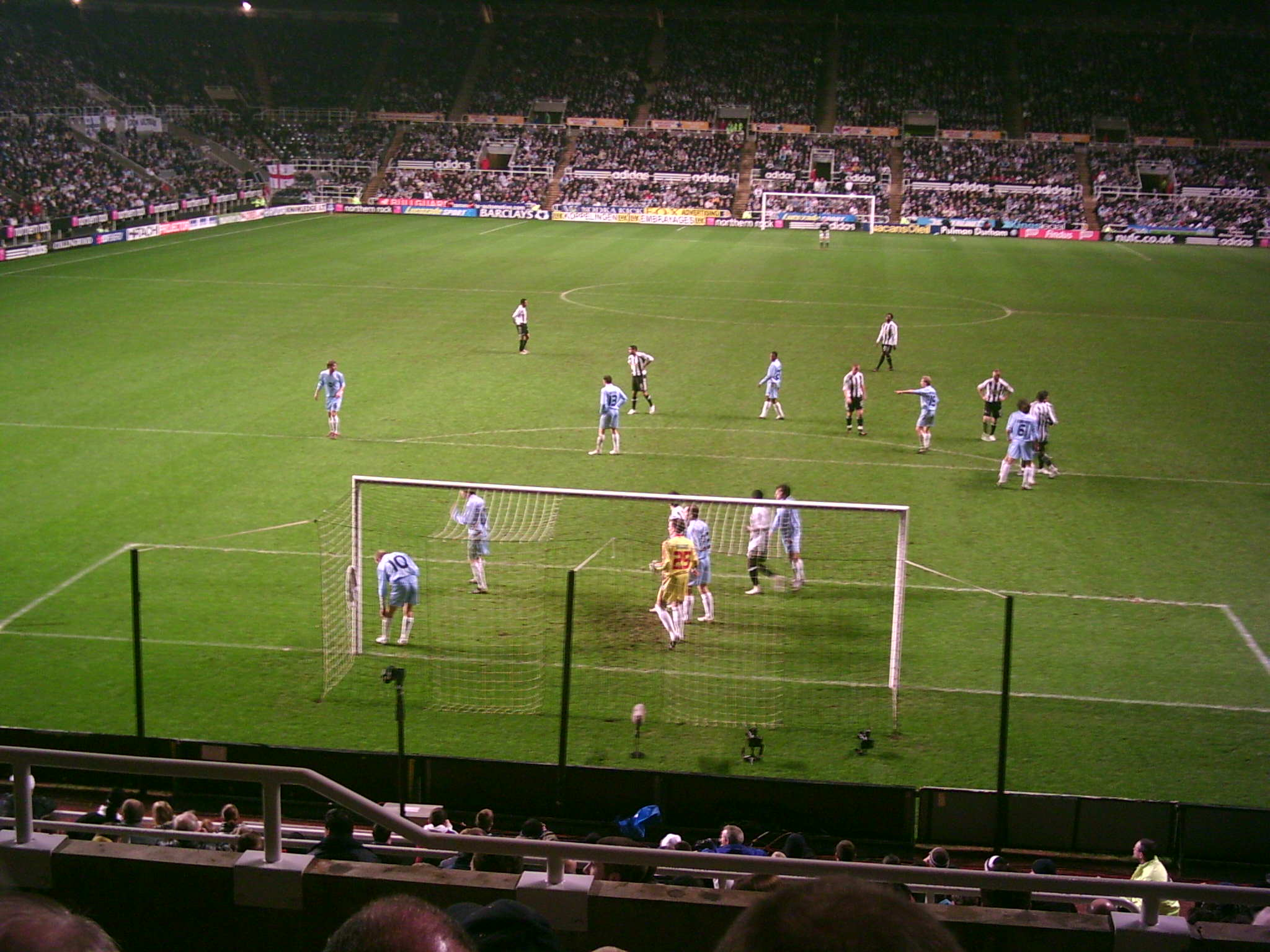
Zulte Waregem, en bleu clair, face à Newcastle en Coupe UEFA

Grâce à cette victoire en Coupe de Belgique, Zulte Waregem est qualifié pour la prochaine Coupe UEFA. Après avoir éliminé le Lokomotiv Moscou au tour préliminaire, le club est versé dans le groupe F avec l'Austria Vienne, le Sparta Prague, l'Espanyol de Barcelone et l'Ajax Amsterdam. Il termine troisième de ce groupe, avec deux victoires face aux autrichiens et aux tchèques, et est le seul club belge à atteindre les seizièmes de finale cette année-là. Il y est éliminé par Newcastle. À noter que le Stade Arc-en-ciel ne répondant pas aux normes de l'UEFA, le club dispute ses matches européens au Stade Jules Otten de La Gantoise. Ces joutes européennes coûtent néanmoins des points en championnat, que le club termine à la quatorzième place, et en Coupe de Belgique, où il est éliminé dès les huitièmes de finale.

### Le club se stabilise en Division 1
Les saisons suivantes, Zulte Waregem s'installe dans la « colonne de gauche » du championnat de Belgique. Septième en 2008, cinquième l'année suivante à quatre points des places européennes, puis sixième en 2010, le club flandrien devient une valeur sûre dans sa compétition domestique, posant beaucoup de difficultés aux autres clubs à domicile. Grâce à cette sixième place, il se qualifie pour la première édition des « Play-offs 1 » réunissant les six meilleures équipes de la saison pour déterminer le champion et les clubs européens, écartant au passage le Standard de Liège, double tenant du titre. En Coupe de Belgique par contre, il est éliminé à chaque édition au stade des huitièmes de finale. 
Les deux saisons suivantes sont moins bonnes pour le club, qui ne parvient plus à accrocher le top 6 après le départ de son entraîneur fétiche Francky Dury pour La Gantoise. Onzième en championnat et éliminé de la Coupe en seizièmes de finale en 2011, il est longtemps concerné par la lutte contre la relégation la saison suivante, et termine finalement treizième, malgré le retour en décembre de Francky Dury au poste d'entraîneur principal. La saison suivante est aussi assez difficile pour le club, qui oscille pratiquement toute la saison entre la douzième et la quatorzième place, mais qui assure tout de même son maintien avec dix points d'avance sur le premier relégué.
Lors de la saison 2012-2013, le club réalise un parcours exceptionnel, occupant même la tête du classement entre la onzième et la treizième journée. À la fin de la phase classique du championnat, Zulte-Waregem termine en deuxième position, à seulement quatre points du leader, Anderlecht, écart ramené à deux points à l'entame des « Play-offs 1 ». Après des débuts de play-offs hésitants, le club remonte ce retard et prend la tête du championnat à cinq journées de la fin. Il est de nouveau dépassé par les Bruxellois, qui bénéficient de la défaite de Waregem face au Standard de Liège pour reprendre la tête jusqu'à la dernière journée. Au cours de celle-ci, les deux clubs s'affrontent et finalement, le titre échoit au RSC Anderlecht grâce à un partage 1-1. Avec cette deuxième place, le club est qualifié pour le troisième tour préliminaire de la prochaine Ligue des Champions. Il est éliminé directement par le PSV Eindhoven et est donc reversé en barrages de la Ligue Europa, qu'il remporte contre l'APOEL Nicosie pour atteindre la phase de groupes. Lors de la phase de groupes, Zulte Waregem joue contre le Rubin Kazan, Wigan Athletic et le NK Maribor. Néanmoins, il ne franchit cependant pas cette étape. En championnat, le club termine la saison à la quatrième place, directement qualificative pour le deuxième tour préliminaire de la Ligue Europa la saison prochaine étant donné que le KV Ostende, vainqueur des Play-offs 2, n'a pas obtenu sa licence Européenne, et n'a donc pas pu disputer le match de repêchage pour une place Européenne normalement prévu entre le quatrième des Play-offs 1 et le vainqueur des Play-offs 2. Il s'incline également en finale de la Coupe de Belgique face au KSC Lokeren.
A l'aube de la saison suivante, après avoir écarté les Polonais du Zawisza Bydgoszcz, le club échoue face aux Biélorusses du Chakhtior Salihorsk lors du troisième tour de qualification pour la Ligue Europa. Après le départ de plusieurs joueurs importants, dont notamment Thorgan Hazard ou encore Sven Kums, le club connait une saison plus difficile en championnat, et ne termine qu'à la douzième place de la phase classique, et à la troisième place du groupe A des Play-offs 2. En Coupe de Belgique, le Essevee atteint les quarts de finale, où il est écarté par le RSC Anderlecht. 
Après cette saison décevante, le club parvient à renouer avec le succès en championnat, et réussit à se qualifier pour les Play-offs 1 lors de l'édition 2015-2016, en terminant à la sixième place de la phase classique. Le club flamand a arraché sa qualification lors de l'ultime journée de la phase classique, après la défaite du Standard de Liège face à Malines, jumelé à la victoire de Zulte Waregem face à Mouscron. En Play-offs 1, les hommes de Francky Dury terminent à la sixième et dernière place, tandis que La Gantoise élimine le club dès les huitièmes de finale de la Coupe de Belgique.
Lors de la saison 2016-2017, Zulte Waregem s'adjuge sa seconde Coupe de Belgique, contre le KV Ostende, après avoir fait 2-2 lors du temps règlementaire, puis 3-3 lors des prolongations, et finalement 2-4 aux tirs au but. En championnat, le club termine troisième de la phase classique, à seulement 7 points du leader, le RSC Anderlecht. Néanmoins, le parcours du club en Play-offs 1 tourne au désastre, et avec seulement une victoire en dix journées, Zulte Waregem termine pour la seconde année consécutive à la dernière place. Toutefois, grâce à sa victoire en Coupe, le club est directement qualifié pour la Ligue Europa 2017-2018.
Le club ne parvint pas à retrouver les Play-offs 1 lors des deux saisons qui suivirent. En 2018, après avoir terminé neuvième place de la phase classique, le club flandrien s'impose comme la meilleure équipe des Play-offs 2, mais échoue lors du match de repêchage pour la Ligue Europa face à Genk. La saison suivante, le club finit onzième de la phase classique. Le club est éliminé deux années de suite en huitièmes de finale de la Coupe de Belgique, respectivement face à Bruges puis face à Courtrai.
Lors de la saison 2022-2023, Zulte Waregem a été "victime" de la nouvelle réforme du championnat qui passera de 18 clubs à 16, ce qui signifie qu'il y aurait pas moins de trois relégués cette saison-là.  Après une saison cauchemardesque où il fut relégable 28 journées sur 34, et avec la pire défense, le Essevee a été relégué de D1A en finissant la saison à la 17e place sur 18 mettant un terme à 18 saisons consécutives dans l'élite belge.

## Identité du club

### Évolution du blason

Jusqu'en 2005
2005-2021
Depuis 2021

## Palmarès et statistiques

### Titres et trophées
| Compétitions nationales | Compétitions internationales |
| - Championnat de Belgique : - Vice-champion (1) - 2013 - Championnat de Belgique de deuxième division : - Champion (2) - 2005, 2025 - Championnat de Belgique de troisième division : - Champion (1) - 2002 - Championnat de Belgique de quatrième division : - Champon (2) - 1995, 1999 - Coupe de Belgique : - Vainqueur (2) - 2006, 2017 - Finaliste (1) - 2014 - Supercoupe de Belgique : - Finaliste (2) - 2006, 2017 | - Ligue des champions (C1) : - Meilleure performance : 3e tour qualificatif (1) - 2014 - Ligue Europa (C3) : - Meilleure performance : Seizièmes de finale (1) - 2007 |

### Récompenses individuelles
| Meilleurs joueurs | Entraîneur de l'année                                     |
| --- | --------------------------------------------------------- |
| Soulier d'or belge (1) : - Thorgan Hazard (2013) Soulier d'ébène belge (1) : - Mbaye Leye (2013) Joueur de l'année (1) : - Thorgan Hazard (2014) | Entraîneur de l'année (1) : - Francky Dury (2006 et 2013) |

### Bilan
Statistiques mises à jour le 16 février 2025 (terme de la saison 2024-2025)
| Niv | Divisions     | Jouées | Titres | TM Prom. | TM Maint. |
| --- | ------------- | ------ | ------ | -------- | --------- |
| I   | 1re nationale | 18     | 0      |          |           |
| II  | 2e nationale  | 5      | 1      | 1        |           |
| III | 3e nationale  | 5      | 1      | 1        | 2         |
| IV  | 4e nationale  | 6      | 2      | 1        |           |
| V   | 5e nationale  | 0      | 0      |          |           |
|     |               |        |        |          |           |
|     | TOTAUX        | 34     | 4      | 3        | 2         |

## Personnalités du club

### Présidents
| Rang | Nom            | Période   |
| ---- | -------------- | --------- |
| 1    | Willy Naessens | 2001-2013 |
| 2    | Carl Ballière  | 2013-     |

### Entraîneurs
Depuis le changement de dénomination du club en 2001, son entraîneur emblématique est Francky Dury. Il mène le club de la troisième division à l'élite et la coupe d'Europe. Il quitte Zulte Waregem en 2010 pour rejoindre La Gantoise. Après une saison, il quitte le club gantois et est nommé directeur technique de l'Union belge et entraîneur des espoirs. Il n'occupe ce poste que quelques mois, puis revient à Zulte le 30 décembre 2011, pour assurer son maintien et le replacer dans le « subtop » les saisons suivantes.
Après le départ de Dury, trois entraîneurs vont se succéder à la tête du club en dix-huit mois sans obtenir le même succès. Bart De Roover est nommé pour lui succéder en juillet 2010, mais il est licencié après quelques mois. Hugo Broos le remplace jusqu'au terme de la saison, mais son contrat n'est pas prolongé au-delà. Au début de la saison 2011-2012, le Bosnien Darije Kalezić se voit confier le poste, mais il est également licencié le 27 décembre 2011. Francky Dury fait alors son retour au club et assure le maintien en première division. La saison suivante, il mène l'équipe à la deuxième place finale.
| Rang | Nom                 | Période   |
| ---- | ------------------- | --------- |
| 1    | Julien De Landsheer | 1991-1993 |
| 2    | Francky Dury        | 1993-2010 |
| 3    | Bart De Roover      | 2010      |
| 4    | Hugo Broos          | 2010–2011 |
| 5    | Darije Kalezić      | 2011      |

| Rang | Nom                  | Période   |
| ---- | -------------------- | --------- |
| 6    | Francky Dury         | 2011-2021 |
| 7    | Timmy Simons         | 2021-2022 |
| 8    | Mbaye Leye           | 2022-2023 |
| 9    | Frederik D'Hollander | 2023      |
| 10   | Vincent Euvrard      | 2023-     |

### Joueurs

#### Anciens joueurs emblématiques
| Nom                     | Matchs | Carrière au club              |
| ----------------------- | ------ | ----------------------------- |
| Sammy Bossut            | 473    | 2006-2023                     |
| Karel D'Haene           | 310    | 2006-2016                     |
| Stijn Meert             | 246    | 2002-2011                     |
| Stijn Minne             | 242    | 2002-2012                     |
| Steve Colpaert          | 235    | 2008-2015                     |
| Ludwin Van Nieuwenhuyze | 231    | 2004-2011                     |
| Frederik D'Hollander    | 228    | 2001-2006                     |
| Davy De Fauw            | 228    | 2011-2014 2016-2020           |
| Mbaye Leye              | 202    | 2007-2009 2012-2014 2015-2017 |
| Nathan D'Haemers        | 188    | 2001-2008                     |

| Nom                  | Buts | Carrière au club              |
| -------------------- | ---- | ----------------------------- |
| Frederik D'Hollander | 113  | 2001-2006                     |
| Mbaye Leye           | 87   | 2007-2009 2012-2014 2015-2017 |
| Hamdi Harbaoui       | 45   | 2018-2019                     |
| Koen Versyp          | 38   | 2001-2005                     |
| Habib Habibou        | 36   | 2010-2013                     |
| Nathan D'Haemers     | 33   | 2001-2008                     |
| Tim Matthys          | 32   | 2005-2009                     |
| Gianni Bruno         | 32   | 2019-2021                     |
| Keevin Reyns         | 27   | 2001-2002                     |
| Stijn Meert          | 26   | 2002-2011                     |
| Kevin Roelandts      | 26   | 2007-2011                     |
| Tony Sergeant        | 26   | 2004-2007                     |
| Jelle Vossen         | 26   | 2021-                         |

Malgré l'Histoire relativement courte de Zulte Waregem, plusieurs joueurs l'ont déjà marquée de leur empreinte. Nathan D'Haemers fait partie des « rescapés » du KSV Waregem intégrés à l'effectif de Zulte Waregem dès 2001. Il gravit tous les échelons avec le club, jusqu'à la victoire en Coupe de Belgique en 2006. Il devient également le premier joueur du club à porter le maillot de l'équipe nationale belge lors d'un match amical contre l'Arabie saoudite le 6 mai 2006. Ce sera sa seule cape. Lors des saisons suivantes, il perd progressivement sa place dans le milieu de terrain, et quitte le club en 2008.
En 2002, deux jeunes joueurs arrivent au club, Stijn Meert du Sporting d'Anderlecht, et Stijn Minne de Maldegem. Le premier devient rapidement un des leaders de l'équipe, sur et en dehors du terrain. Plutôt teigneux et combattif que fin technicien, Stijn Meert devient en quelque sorte « l'image » du club auprès des supporters. Il s'attire notamment les foudres du public de Sclessin lors de la demi-finale de Coupe de Belgique 2006 face au Standard de Liège en faisant exclure le capitaine des « Rouches » Sergio Conceição. Après neuf saisons, âge de 33 ans, il rejoint Mouscron-Peruwelz en Division 3. Plus discret, Stijn Minne n'en est pas moins un des pions essentiels de l'équipe durant dix ans. Quand il quitte le club en 2012, il est le joueur ayant disputé le plus de rencontres avec le maillot du « Essevee ». Son record sera battu deux ans plus tard par un autre « ancien de la maison », le défenseur Karel D'Haene.
Au début de la saison 2004-2005, le club se renforce pour pouvoir viser la montée en première division. Il recrute plusieurs joueurs d'expérience ayant évolué dans les deux premières divisions nationales, dont font partie Ludwin Van Nieuwenhuyze et Stefan Leleu. Ce dernier est nommé capitaine de l'équipe, qui remporte haut la main le titre en fin de saison. Ces deux joueurs, ainsi que Meert, Minne, D'Haemers et le gardien Pieter Merlier forment l'ossature de l'équipe.
Après la montée, la direction attire des joueurs expérimentés, mais écartés de l'équipe première de leurs clubs respectifs. C'est ainsi qu'arrivent à Zulte Waregem trois joueurs excédentaires de La Gantoise, Matthieu Verschuère, Tim Matthys et Tjörven De Brul, ancien international belge ayant déjà remporté trois championnats et trois coupes de Belgique avec le FC Bruges. Ces joueurs apportent l'expérience nécessaire au plus haut niveau, et tirent le groupe vers l'avant. C'est notamment Matthys qui inscrit le but de la victoire en finale de la Coupe de Belgique remportée en 2006. 
| Merlier Minne De Brul Leleu Dupré Van Nieuwenhuyze Sergeant Meert Verschuère Matthys Ibrahim |

Les saisons suivantes, le club parvient à compenser les départs de joueurs importants en poursuivant la même politique de recrutement, mélange de jeunes prometteurs et de joueurs expérimentés désireux de relancer ou conclure en beauté leur carrière. En 2006, deux gardiens sont recrutés pour concurrencer Merlier, l'ancien international Geert De Vlieger, et l'espoir Sammy Bossut. Le premier devient titulaire du club, et lors de son départ en 2008, il est remplacé par le second. Cédric Roussel, également ex-international, est recruté pour remplacer Salou Ibrahim parti à Bruges, et Mbaye Leye vient relancer sa carrière et renforcer le milieu de terrain.
L'année suivante, la direction flandrienne parvient à attirer Kevin Roelandts, écarté du noyau A au FC Bruges. Il réalise quatre saisons de bonne facture avec Waregem, et honore deux sélections avec les « Diables Rouges » en 2009. En 2008, le club recrute le médian français Franck Berrier, qui évoluait jusqu'alors en National, la troisième division française. Très vite, il devient le moteur de l'équipe en milieu de terrain, notamment grâce à ses seize passes décisives réussies durant sa première saison. C'est également cette année-là qu'arrive Steve Colpaert en provenance du FC Brussels, où il avait été relégué dans le noyau B pour avoir annoncé ses envies de départ à la presse. Le jeune défenseur s'impose rapidement dans l'arrière-garde flandrienne, et devient le 24 février 2010 le troisième joueur du club à porter le maillot de l'équipe nationale belge. C'est toujours sa seule sélection à ce jour.

## Structure du club

### Stade
Depuis 2001, le club joue ses matches à domicile au Stade Arc-en-ciel, l'ancienne enceinte du KSV Waregem.
En 2015, la construction de deux nouvelles tribunes a débuté. Elles ont été finies pour le 1er septembre 2016. 
Début février 2017, une des tribunes latérales sera démolie et reconstruite ainsi que la tribune principale, portant la capacité totale à 14 000 places. Un bowling, un restaurant gastronomique et un nouveau Fan Shop seront construits à l'intérieur même du stade.

### Aspects juridiques et économiques

#### Transferts les plus coûteux
Les deux tableaux ci-dessous synthétisent les plus grosses ventes et achats de joueurs dans l'histoire du club de Waregem.
| Rang | Joueur                | Montant | Provenance        | Date             |
| 1er  | Soualiho Meïté        | 5,1 M€  | Lille OSC         | 1er juillet 2017 |
| ---- | --------------------- | ------- | ----------------- | ---------------- |
| 2e   | Theo Bongonda         | 1,6 M€  | Celta Vigo        | 4 juillet 2018   |
| 3e   | Aleksandar Trajkovski | 1,1 M€  | NK Inter Zapresic | 1er juillet 2011 |
| 4e   | Damien Marcq          | 1 M€    | La Gantoise       | 3 janvier 2018   |
| 5e   | Luka Zarandia         | 1 M€    | Arka Gdynia       | 2 juillet 2019   |

| Rang | Joueur         | Montant | Destination           | Date             |
| 1er  | Soualiho Meïté | 8 M€    | AS Monaco             | 2 juillet 2017   |
| ---- | -------------- | ------- | --------------------- | ---------------- |
| 2e   | Theo Bongonda  | 7 M€    | KRC Genk              | 13 juin 2019     |
| 3e   | Lukas Lerager  | 3,5 M€  | Girondins de Bordeaux | 1er juillet 2017 |
| 4e   | Franck Berrier | 3 M€    | Standard de Liège     | 1er juillet 2010 |
| 5e   | Gianni Bruno   | 2 M€    | KAA Gent              | 1er juillet 2021 |